# Phastia duronia
Phastia duronia är en fjärilsart som beskrevs av Druce 1898. Phastia duronia ingår i släktet Phastia och familjen tandspinnare. Inga underarter finns listade i Catalogue of Life.